# Karol Liviero
Karol Liviero, właśc. wł. Carlo Liviero (ur. 29 maja 1866 w Vicenzy, zm. 7 lipca 1932 w Fano) – włoski zakonnik, założyciel zgromadzenia Sióstr Małych pracowników Najświętszego Serca, błogosławiony Kościoła rzymskokatolickiego.
Urodził się jako pierwszy z czworga dzieci swoich rodziców. Uczęszczał do gimnazjum, a w 1881 roku wstąpił do seminarium w Padwie. 30 listopada 1888 roku, mając 22 lata, otrzymał święcenia kapłańskie. W 1890 został proboszczem parafii w Gallio. W dniu 6 marca 1910 konsekrowano go na biskupa Città di Castello, potem założył katolicką szkołę podstawową. W 1915 roku założył zgromadzenie Sióstr Małych pracowników Najświętszego Serca które zostało zatwierdzone przez papieża Benedykta XV 16 października 1916 roku.
24 czerwca 1932 roku został ciężko ranny w wypadku samochodowym. Zmarł 7 lipca 1932 roku mając 66 lat w szpitalu Fano w opinii świętości.
Beatyfikował go papież Benedykt XVI 27 maja 2007 roku.
Jego wspomnienie liturgiczne obchodzone jest 30 maja.